# Gran Premio d'Azerbaigian 2019
Il Gran Premio d'Azerbaigian 2019 è stata la quarta prova della stagione 2019 del campionato mondiale di Formula 1. La gara si è corsa domenica 28 aprile 2019 sul circuito stradale di Baku ed è stata vinta dal finlandese Valtteri Bottas su Mercedes, al suo quinto successo in carriera. Bottas ha preceduto all'arrivo il suo compagno di scuderia, il britannico Lewis Hamilton ed il tedesco Sebastian Vettel su Ferrari.

## Vigilia

### Aspetti tecnici
La Pirelli, fornitrice unica degli pneumatici, porta per questa gara gomme di mescola dura (C2), media (C3) e morbida (C4).
La FIA stabilisce due zone dove i piloti possono attivare il Drag Reduction System: la prima zona sul rettilineo dei box, con punto di determinazione del distacco dei piloti fissato alla curva 20, mentre la seconda zona nel tratto compreso tra la curva 2 e la curva 3, con detection point posto prima della seconda curva.
La Honda, fornitrice della power unit per Red Bull Racing e Scuderia Toro Rosso, porta per questa gara la prima evoluzione, con un nuovo motore termico. A seguito del problema riscontrato sulla power unit di Daniil Kvjat nella gara in Cina, la casa nipponica fa sostituire il motore termico su tutte e quattro le monoposto.

### Aspetti sportivi
La Federazione Internazionale dell'Automobile indica l'ex pilota di Formula 1 Mika Salo come commissario aggiunto per la gara. Il finlandese ha già svolto in passato tale funzione, l'ultima al Gran Premio del Messico 2018.
In questa stagione, il gran premio è sponsorizzato dalla società locale SOCAR, produttrice di petrolio e gas naturale.
Antonio Giovinazzi è penalizzato di 10 posizioni sulla griglia di partenza per la sostituzione della centralina elettronica della sua power unit.

## Prove

### Resoconto
La prima sessione di prove viene interrotta dopo soli 17 minuti dal suo inizio per la rottura di un tombino al passaggio della Williams di George Russell. Il tombino, sollevandosi, ha causato la rottura del fondo della monoposto. La gru del carro attrezzi ha poi urtato una passerella, poco prima della pit lane. La sessione non è più ripresa, per la necessità dei commissari di gara di controllare tutti i 300 tombini disseminati sul tracciato. Il miglior tempo era stato ottenuto, fino a quel momento, da Charles Leclerc, davanti al compagno di scuderia Sebastian Vettel. Era stato proprio il passaggio della vettura del monegasco a sollevare il tombino, che poi si è rotto al passaggio di Russell.
Charles Leclerc è il più rapido anche nella seconda sessione del venerdì. Il monegasco, usando le gomme soft, è l'unico a girare sotto il muro del minuto e 43 secondi. Leclerc ha preceduto di oltre tre decimi l'altro ferrarista Vettel. Al terzo posto si è classificato Lewis Hamilton, staccato di circa 7 decimi dal tempo del primo. Il campione del mondo, durante la sua simulazione di gara, ha rischiato il contatto con Kevin Magnussen. Tra le due Mercedes si è piazzato Max Verstappen, che durante la sessione si è lamentato per un problema alla pedaliera.
Daniil Kvjat, sesto con la Toro Rosso, è finito a muro con la sua vettura, da cui poi si è sprigionato anche un principio d'incendio dai freni. L'incidente ha provocato l'esposizione della bandiera rossa. La sessione era stata interrotta anche nei primi minuti, dopo un incidente che aveva coinvolto Lance Stroll, che alla curva 2, finito lungo, non era riuscito ad evitare l'impatto con le protezioni. Non ha girato, invece, George Russell, la cui monoposto è stata danneggiata nella prima sessione. La scuderia decide di sostituire la scocca, che sarà pronta solo per sabato.
Pierre Gasly, invece, salta il controllo del peso della vettura, al termine della sessione. Il francese sarà costretto, secondo il regolamento, a partire dalla pit lane.
Charles Leclerc si conferma il più rapido, anche nella terza sessione. Il pilota della Ferrari ottiene un tempo vicino al record del tracciato. Ha preceduto il compagno di team, Sebastian Vettel, a meno di due decimi dal tempo del monegasco. Vettel non ha completato un secondo giro veloce, dopo aver fatto segnare un tempo notevole nel primo settore. Al terzo posto si è piazzato Max Verstappen, staccato di un secondo e due decimi, che ha preceduto, a sua volta, la coppia della Mercedes. Le vetture tedesche si sono comunque dimostrate competitive quando hanno utilizzato le gomme a mescola media, nella prima parte della sessione. Su queste vetture è stato anche testato un sistema che simula le quattro ruote sterzanti.
Pierre Gasly, che deve partire dalla pit lane, ha effettuato solo una simulazione di gara, mentre l'altro francese, Romain Grosjean, è stato a lungo tenuto fermo ai box per un problema alla power unit. Dopo aver saltato la sessione pomeridiana del venerdì, si è invece rivisto in pista George Russell, sulla cui Williams sono state montate anche una nuova centralina e una nuova batteria.

### Risultati
Nella prima sessione del venerdì si è avuta questa situazione:
| Pos | Nº | Pilota           | Costruttore | Tempo    | Gap    | Giri |
| --- | -- | ---------------- | ----------- | -------- | ------ | ---- |
| 1   | 16 | Charles Leclerc  | Ferrari     | 1'47"497 |        | 5    |
| 2   | 5  | Sebastian Vettel | Ferrari     | 1'49"598 | +2"101 | 4    |

Nella seconda sessione del venerdì si è avuta questa situazione:
| Pos | Nº | Pilota           | Costruttore | Tempo    | Gap    | Giri |
| --- | -- | ---------------- | ----------- | -------- | ------ | ---- |
| 1   | 16 | Charles Leclerc  | Ferrari     | 1'42"872 |        | 28   |
| 2   | 5  | Sebastian Vettel | Ferrari     | 1'43"196 | +0"324 | 28   |
| 3   | 44 | Lewis Hamilton   | Mercedes    | 1'43"541 | +0"669 | 31   |

Nella sessione del sabato si è avuta questa situazione:
| Pos | Nº | Pilota           | Costruttore           | Tempo    | Gap    | Giri |
| --- | -- | ---------------- | --------------------- | -------- | ------ | ---- |
| 1   | 16 | Charles Leclerc  | Ferrari               | 1'41"604 |        | 14   |
| 2   | 5  | Sebastian Vettel | Ferrari               | 1'41"802 | +0"198 | 14   |
| 3   | 33 | Max Verstappen   | Red Bull Racing-Honda | 1'42"852 | +1"248 | 16   |

## Qualifiche

### Resoconto
Nella prima fase è Valtteri Bottas a far segnare il tempo di riferimento, con 1'42"430; il tempo è avvicinato da Charles Leclerc, e battuto poi da Sebastian Vettel, per 82 millesimi. L'altro pilota della Mercedes, Lewis Hamilton, è solo sesto. Il finlandese si migliora, prima che Leclerc faccia segnare 1'41"426. Hamilton risale al terzo posto, mentre Nico Hülkenberg si trova in difficoltà, non avendo fatto segnare tempi validi, fino a quando mancano soli 5 minuti al termine della Q1.
Nel frattempo scala la classifica Pierre Gasly, che ottiene il miglior tempo, anche se sarà costretto a partire dalla pit line, per aver saltato il controllo del peso al venerdì. A tre minuti dal termine si trovano in zona eliminazione le due Renault, così come Romain Grosjean e le due Williams. Carlos Sainz Jr. si pone quarto, battuto poco dopo da Verstappen.
Nei minuti finali Lance Stroll, anche lui a rischio eliminazione, scala quindicesimo, sopravanzato da Daniel Ricciardo. Oltre al canadese della Racing Point non passano alla fase seguente Grosjean, Hülkenberg, George Russell e Robert Kubica, che sbatte contro le barriere, nel suo ultimo tentativo. L'incidente del polacco costringe i commissari ad un lungo lavoro di pulizia della pista, che porta a un ritardo per l'inizio della Q2.
In Q2 nuovamente le Mercedes fanno segnare i tempi di riferimento, con Valtteri Bottas che precede Lewis Hamilton, con 1'41"522, prima che Max Verstappen abbassi il limite a 1'41"388. Ottiene il quarto tempo Leclerc, mentre Vettel risulta molto più lontano: le due Ferrari optano per le gomme medie, che saranno anche quelle da utilizzare al via. Poco dopo terminano le qualifiche per Leclerc, che termina contro le barriere. La direzione di gara deve nuovamente sospendere la sessione con bandiera rossa.
Quando la sessione ricomincia Vettel si trova in zona eliminazione, ma ottiene presto un tempo sufficiente a metterlo in sicurezza. Nella parte finale della Q2 Antonio Giovinazzi si migliora, così come Lando Norris e Daniil Kvjat, malgrado un contatto con un muretto. Anche l'altro pilota della Scuderia Toro Rosso, Alexander Albon, va a muro, e ciò non gli consente di migliorare a sufficienza. Vengono eliminati Sainz Jr., Daniel Ricciardo, Albon, Kevin Magnussen, oltre a Pierre Gasly, che aveva deciso di non partecipare alla Q2.
In Q3 Max Verstappen fa segnare il primo rilievo cronometrico, in 1'41"447, prima che Lewis Hamilton ottenga 1'40"703, mezzo secondo meglio di Bottas. Vettel si pone poi secondo, a quattro decimi dal tempo di Hamilton. Leclerc, qualificato per la fase decisiva delle qualifiche, non può parteciparvi a causa dei danni riportati dalla sua monoposto nell'incidente della fase precedente.
Verstappen compie un secondo giro di fila, ponendosi secondo, a poco più di tre decimi da Hamilton. Nell'ultimo giro veloce Sebastian Vettel non batte il tempo di Hamilton, per un solo decimo, cosa che fa invece Bottas. L'arrivo del campione del mondo non muta la pole position, che rimane nelle mani del finlandese. Per Bottas è la seconda partenza al palo consecutiva, l'ottava in totale. La seconda fila è composta da Vettel e Verstappen.
Al termine delle qualifiche Pierre Gasly è escluso dalla lista dei tempi. La sua vettura ha superato, nel giro più rapido che gli ha consentito di ottenere il tempo migliore nella Q1, il limite di consumo di carburante stabilito in 100 kg/ora. Ciò non incide sulla sua posizione di partenza, in quanto era comunque costretto a partire dalla pit lane. Partono dalla corsia dei box anche Kimi Räikkönen, che si era qualificato ottavo, che però viene squalificato per l'eccessiva flessione dell'ala anteriore della sua Alfa Romeo, e Robert Kubica, in quanto la sua scuderia decide di modificare il set up della sua monoposto, dopo l'incidente in Q1.

### Risultati
Nella sessione di qualifica si è avuta questa situazione:
| Pos                         | Nº | Pilota             | Costruttore               | Q1       | Q2          | Q3          | Griglia |
| --------------------------- | -- | ------------------ | ------------------------- | -------- | ----------- | ----------- | ------- |
| 1                           | 77 | Valtteri Bottas    | Mercedes                  | 1'42"026 | 1'41"500    | 1'40"495    | 1       |
| 2                           | 44 | Lewis Hamilton     | Mercedes                  | 1'41"614 | 1'41"580    | 1'40"554    | 2       |
| 3                           | 5  | Sebastian Vettel   | Ferrari                   | 1'42"042 | 1'41"889    | 1'40"797    | 3       |
| 4                           | 33 | Max Verstappen     | Red Bull Racing-Honda     | 1'41"727 | 1'41"388    | 1'41"069    | 4       |
| 5                           | 11 | Sergio Pérez       | Racing Point-BWT Mercedes | 1'42"249 | 1'41"870    | 1'41"593    | 5       |
| 6                           | 26 | Daniil Kvjat       | Scuderia Toro Rosso-Honda | 1'42"324 | 1'42"221    | 1'41"681    | 6       |
| 7                           | 4  | Lando Norris       | McLaren-Renault           | 1'42"371 | 1'42"084    | 1'41"886    | 7       |
| 8                           | 99 | Antonio Giovinazzi | Alfa Romeo Racing-Ferrari | 1'42"140 | 1'42"381    | 1'42"424    | 17      |
| 9                           | 16 | Charles Leclerc    | Ferrari                   | 1'41"426 | 1'41"995    | senza tempo | 8       |
| 10                          | 55 | Carlos Sainz Jr.   | McLaren-Renault           | 1'41"936 | 1'42"398    | N.D.        | 9       |
| 11                          | 3  | Daniel Ricciardo   | Renault                   | 1'42"486 | 1'42"477    | N.D.        | 10      |
| 12                          | 23 | Alexander Albon    | Scuderia Toro Rosso-Honda | 1'42"154 | 1'42"494    | N.D.        | 11      |
| 13                          | 20 | Kevin Magnussen    | Haas-Ferrari              | 1'42"382 | 1'42"699    | N.D.        | 12      |
| 14                          | 18 | Lance Stroll       | Racing Point-BWT Mercedes | 1'42"630 | N.D.        | N.D.        | 13      |
| 15                          | 8  | Romain Grosjean    | Haas-Ferrari              | 1'43"407 | N.D.        | N.D.        | 14      |
| 16                          | 27 | Nico Hülkenberg    | Renault                   | 1'43"427 | N.D.        | N.D.        | 15      |
| 17                          | 63 | George Russell     | Williams-Mercedes         | 1'45"062 | N.D.        | N.D.        | 16      |
| 18                          | 88 | Robert Kubica      | Williams-Mercedes         | 1'45"455 | N.D.        | N.D.        | PL      |
| Tempo limite 107%: 1'48"428 |    |                    |                           |          |             |             |         |
| SQ                          | 7  | Kimi Räikkönen     | Alfa Romeo Racing-Ferrari | 1'42"059 | 1'42"082    | 1'43"068    | PL      |
| SQ                          | 10 | Pierre Gasly       | Red Bull Racing-Honda     | 1'41"335 | senza tempo | N.D.        | PL      |

In grassetto sono indicate le migliori prestazioni in Q1, Q2 e Q3.

## Gara

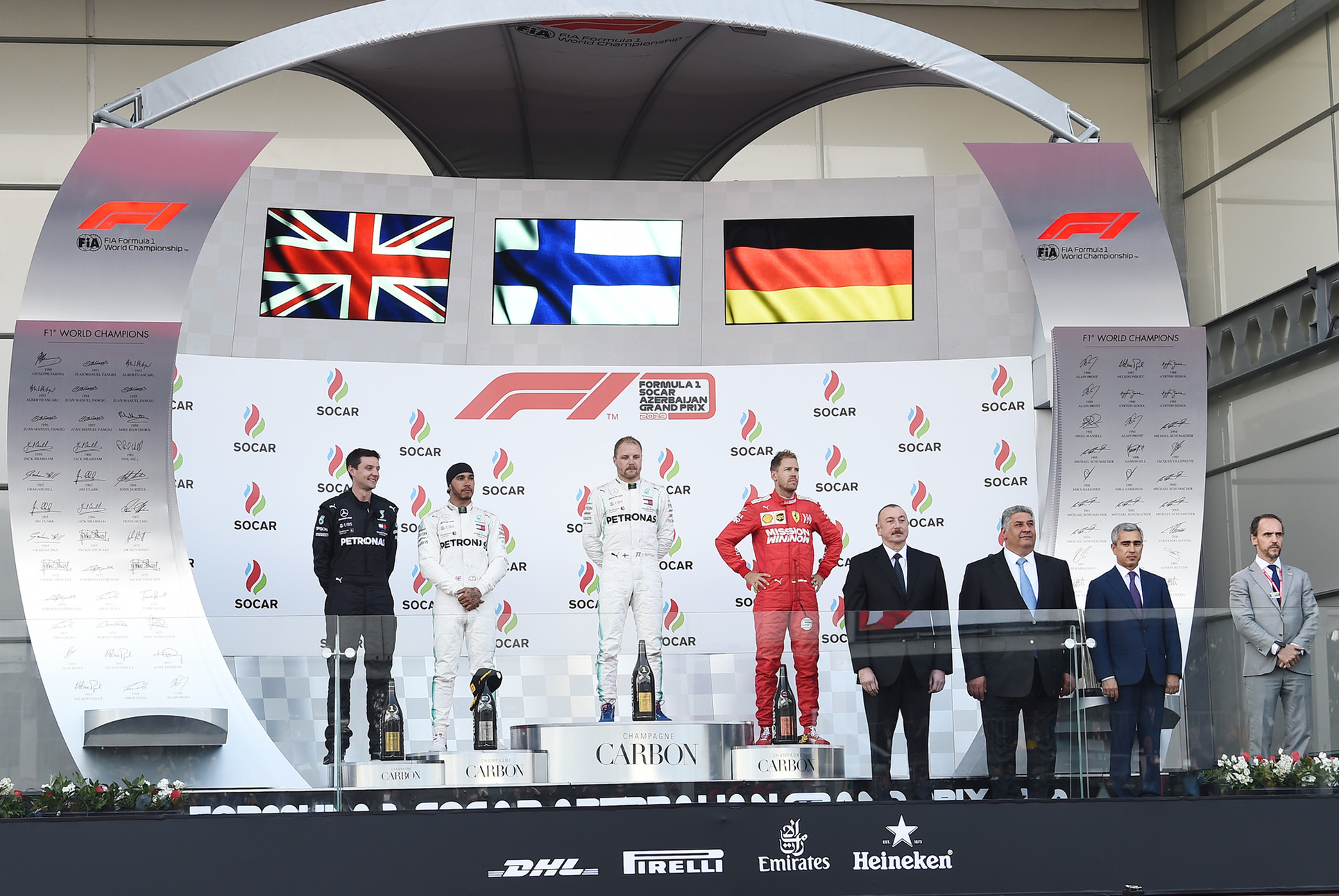
Il podio della gara.

### Resoconto
In partenza Valtteri Bottas mantiene il comando della gara, davanti al compagno di scuderia Lewis Hamilton e a Sebastian Vettel. Sergio Pérez sorpassa Max Verstappen, mettendosi alla spalle del tedesco della Scuderia Ferrari; seguono poi Lando Norris, Daniil Kvjat, Carlos Sainz Jr., Daniel Ricciardo e Charles Leclerc, unico dei piloti di testa a partire con gomme di mescola media.
Il monegasco, già nei primi giri, risale in classifica, sorpassando prima Ricciardo e poi Kvjat, che era stato sorpassato anche da Sainz Jr.. Il russo della Toro Rosso si ferma già al quinto giro per passare a gomme medie. Un giro dopo c'è la sosta anche per Kimi Räikkönen. Nello stesso giro Pérez cede la posizione a Verstappen; il messicano è poi sorpassato anche da Leclerc, al giro 7.
Il pilota della Ferrari attende il giro 9 per avere la meglio anche su Verstappen, prendendosi il quarto posto: il monegasco risulta più rapido dei piloti con gomme soft. Al decimo giro passano a gomme medie Pérez, Stroll e Ricciardo. Un giro dopo si ferma anche Sebastian Vettel. Nei giri successivi anche i due piloti della Mercedes decidono di effettuare la sosta, per passare alle gomme medie. Charles Leclerc si trova in testa, davanti a Max Verstappen, staccato di otto secondi.
L'olandese della Red Bull attende il quattordicesimo giro per il suo pit stop. Alle spalle del leader della gara si ritrovano le due Mercedes di Bottas e Hamilton, seguite da Vettel, Pierre Gasly (che non ha ancora effettuato la sosta) e Verstappen.
Nei giri successivi le due Mercedes si avvicinano a Leclerc, con Bottas che passa da un distacco di oltre 8 secondi a poco più di 4 in tre giri, mentre non perde troppo contatto Vettel. Leclerc resiste al comando fino al giro 31, quando viene sorpassato al termine dell'ultimo rettifilo da Bottas. Il giro successivo anche Hamilton sorpassa il ferrarista. Nel frattempo Ricciardo, nel tentativo di sorpassare Kvjat, va lungo e termina nella via di fuga, tagliando però la strada al russo che è costretto a fermare la sua Toro Rosso: Ricciardo, nel tentativo di riprendere la pista, innesta la retromarcia, ma colpisce la vettura di Kvjat. Poco dopo l'australiano è costretto al ritiro.
Al trentatreesimo giro anche Vettel sorpassa Leclerc, che nel giro successivo entra ai box per montare gomme soft. Il monegasco rientra in gara alle spalle di Gasly, che prosegue con gomme medie. Dopo un giro Leclerc sorpassa Gasly, ma senza che il suo ritmo di gara gli permetta di avvicinarsi a Verstappen. Pochi giri dopo il francese della Red Bull si ritira per un problema alla power unit. Viene stabilito il regime di virtual safety car che, di fatto, interrompe il recupero di Verstappen su Vettel.
Negli ultimi giri Lewis Hamilton si avvicina a meno di un secondo dal compagno di team Bottas, ma senza riuscire a impensierirlo per il primo posto. A pochi giri dalla fine Leclerc monta gomme morbide nuove e coglie il giro veloce, oltre che il record del tracciato, della gara.
Valtteri Bottas conquista la quinta vittoria in carriera in Formula 1; per la Mercedes è la quarta doppietta consecutiva, nuovo record per una scuderia quale striscia di doppiette consecutive da inizio stagione. È la centosettantasettesima vittoria per una vettura motorizzata dalla Mercedes in Formula 1. Il costruttore tedesco supera così, per numero di successi, la Ford-Cosworth.
La McLaren porta entrambi i piloti a punti a distanza di un anno esatto, ovvero dopo l'edizione 2018 della stessa gara.

### Risultati
I risultati del Gran Premio sono i seguenti:
| Pos | Nº | Pilota             | Costruttore               | Giri | Tempo/Ritiro                | Griglia | Punti |
| --- | -- | ------------------ | ------------------------- | ---- | --------------------------- | ------- | ----- |
| 1   | 77 | Valtteri Bottas    | Mercedes                  | 51   | 1h31'52"942                 | 1       | 25    |
| 2   | 44 | Lewis Hamilton     | Mercedes                  | 51   | +1"524                      | 2       | 18    |
| 3   | 5  | Sebastian Vettel   | Ferrari                   | 51   | +11"739                     | 3       | 15    |
| 4   | 33 | Max Verstappen     | Red Bull Racing-Honda     | 51   | +17"493                     | 4       | 12    |
| 5   | 16 | Charles Leclerc    | Ferrari                   | 51   | +1'09"107                   | 8       | 11    |
| 6   | 11 | Sergio Pérez       | Racing Point-BWT Mercedes | 51   | +1'16"416                   | 5       | 8     |
| 7   | 55 | Carlos Sainz Jr.   | McLaren-Renault           | 51   | +1'23"826                   | 9       | 6     |
| 8   | 4  | Lando Norris       | McLaren-Renault           | 51   | +1'40"268                   | 7       | 4     |
| 9   | 18 | Lance Stroll       | Racing Point-BWT Mercedes | 51   | +1'43"816                   | 13      | 2     |
| 10  | 7  | Kimi Räikkönen     | Alfa Romeo Racing-Ferrari | 50   | +1 giro                     | PL      | 1     |
| 11  | 23 | Alexander Albon    | Scuderia Toro Rosso-Honda | 50   | +1 giro                     | 11      |       |
| 12  | 99 | Antonio Giovinazzi | Alfa Romeo Racing-Ferrari | 50   | +1 giro                     | 17      |       |
| 13  | 20 | Kevin Magnussen    | Haas-Ferrari              | 50   | +1 giro                     | 12      |       |
| 14  | 27 | Nico Hülkenberg    | Renault                   | 50   | +1 giro                     | 15      |       |
| 15  | 63 | George Russell     | Williams-Mercedes         | 49   | +2 giri                     | 16      |       |
| 16  | 88 | Robert Kubica      | Williams-Mercedes         | 49   | +2 giri                     | PL      |       |
| Rit | 10 | Pierre Gasly       | Red Bull Racing-Honda     | 38   | Trasmissione                | PL      |       |
| Rit | 8  | Romain Grosjean    | Haas-Ferrari              | 38   | Freni                       | 14      |       |
| Rit | 26 | Daniil Kvjat       | Scuderia Toro Rosso-Honda | 33   | Collisione con D. Ricciardo | 6       |       |
| Rit | 3  | Daniel Ricciardo   | Renault                   | 31   | Collisione con D. Kvjat     | 10      |       |

Charles Leclerc riceve un punto addizionale per aver segnato il giro più veloce della gara.

## Classifiche mondiali

### Piloti
| Pos | Pilota           | Punti |
| --- | ---------------- | ----- |
| 1   | Valtteri Bottas  | 87    |
| 2   | Lewis Hamilton   | 86    |
| 3   | Sebastian Vettel | 52    |
| 4   | Max Verstappen   | 51    |
| 5   | Charles Leclerc  | 47    |
| 6   | Sergio Pérez     | 13    |
| 7   | Pierre Gasly     | 13    |
| 8   | Kimi Räikkönen   | 13    |
| 9   | Lando Norris     | 12    |
| 10  | Kevin Magnussen  | 8     |
| 11  | Nico Hülkenberg  | 6     |
| 12  | Carlos Sainz Jr. | 6     |
| 13  | Daniel Ricciardo | 6     |
| 14  | Lance Stroll     | 4     |
| 15  | Alexander Albon  | 3     |
| 16  | Daniil Kvjat     | 1     |

### Costruttori
| Pos | Costruttore               | Punti |
| --- | ------------------------- | ----- |
| 1   | Mercedes                  | 173   |
| 2   | Ferrari                   | 99    |
| 3   | Red Bull Racing-Honda     | 64    |
| 4   | McLaren-Renault           | 18    |
| 5   | Racing Point-BWT Mercedes | 17    |
| 6   | Alfa Romeo Racing-Ferrari | 13    |
| 7   | Renault                   | 12    |
| 8   | Haas-Ferrari              | 8     |
| 9   | Scuderia Toro Rosso-Honda | 4     |

## Decisioni della FIA
Al termine della gara, la direzione di gara decide di penalizzare Daniel Ricciardo di tre posizioni in griglia di partenza del successivo Gran Premio di Spagna a causa dell'incidente avvenuto con Daniil Kvjat. Al pilota australiano vengono anche decurtati due punti sulla Superlicenza.